# Shannon Racing Cars
La Shannon Racing Cars fu un costruttore automobilistico britannico che disputò un gran premio in Formula 1: quello di Gran Bretagna del 1966, con al volante il pilota, anch'esso britannico, Trevor Taylor.
Qualificato al diciottesimo posto in griglia Taylor fu costretto all'abbandono dopo nemmeno un giro per un problema al serbatoio. Tentò di qualificarsi senza successo al Gran Premio d'Italia, un problema al propulsore non gli consentì di partecipare alle prove.